# St. Pauli (Holzminden)

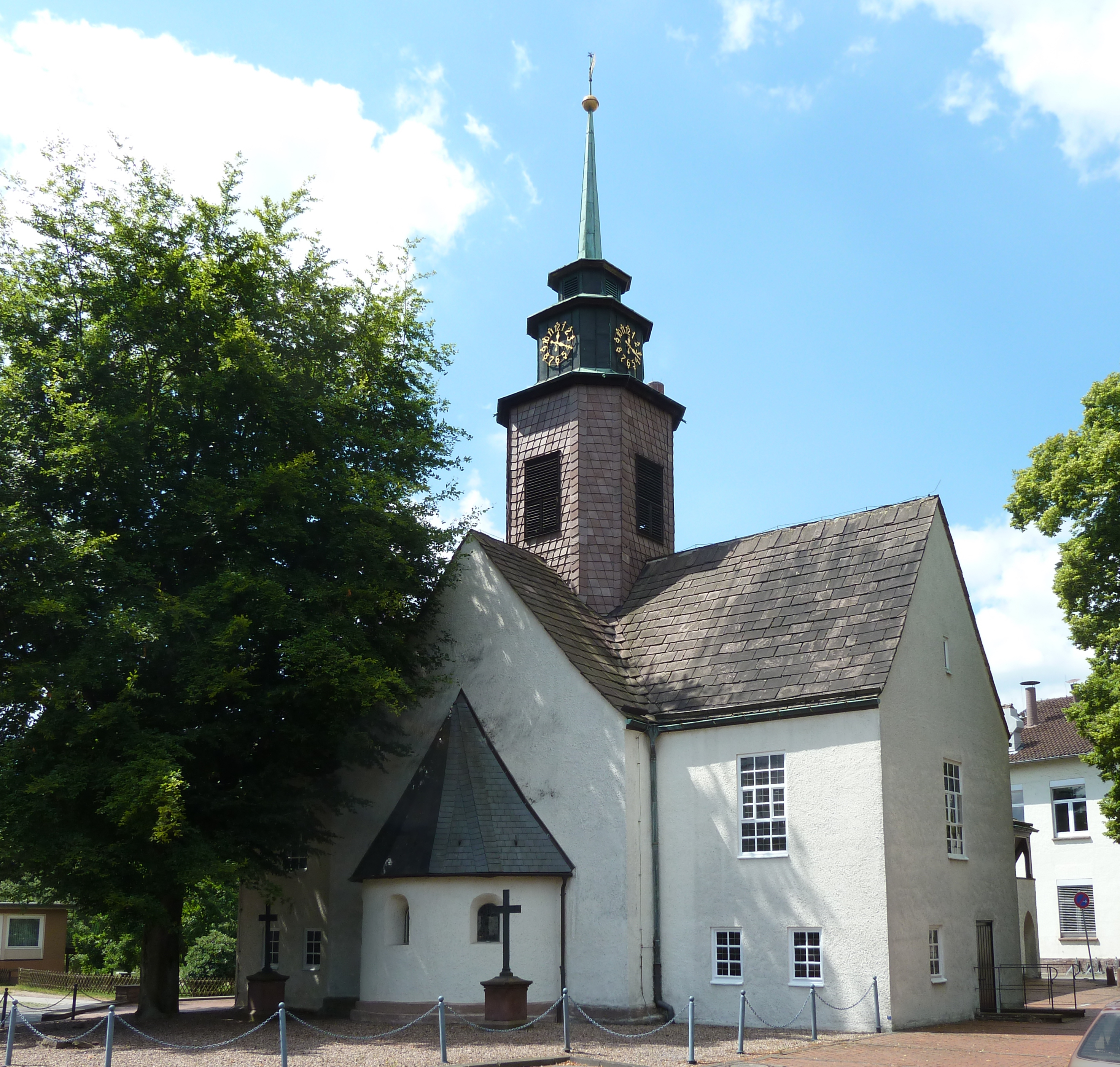
Kirche St. Pauli in Holzminden

Die Kirche St. Pauli ist ein evangelisch-lutherischer Kirchenbau in Holzminden in Niedersachsen. Die Kirchengemeinde ist eigenständig und gehört zum Kirchenkreis Holzminden-Bodenwerder im Sprengel Hildesheim-Göttingen der Evangelisch-lutherischen Landeskirche Hannovers.

## Geschichte
Die Pfarrkirche des Holzminden benachbarten (1922 eingemeindeten) Dorfes Altendorf (Oldendorpe), dem eigentlichen Siedlungskern der späteren Stadt, ist erstmals für das Jahr 1231 belegt, geht aber auf eine ältere Gründung zurück. In kirchlicher Hinsicht unterstand sie dem Archidiakonat Höxter in der Diözese Paderborn, das Patronat über die Kirche übten die Grafen von Everstein aus. Nach Wüstwerden des zuletzt 1494 genannten Ortes wurde die Pfarrei mit der Stadtpfarrei von Holzminden vereint. Erst 1619 wurde an der wiedergestellten Kirche eine evangelische Gemeinde wiederbegründet. Die während des Dreißigjährigen Kriegs zerstörte mittelalterliche Kirche, ein einschiffiger Bruchsteinbau mit eingezogener Apsis und quadratischen Kreuzgratgewölben, wurde seit 1696 wiederhergestellt und erhielt dabei ihre Barockausstattung mit einem Kanzelaltar. Den Siebenjährigen Krieg und den Zweiten Weltkrieg überstand sie unbeschadet.
Mit der Eingemeindung Altendorfs in die Stadt Holzminden wird die St. Pauli-Gemeinde von der Luther-Gemeinde unabhängig. Die Kirche erhält nun ihren Namen. Frühere Namen oder Namenspatrone sind nicht bekannt.
In den Jahren 1953 bis 1954 erfolgte eine Erweiterung des Bauwerks zu einem kreuzförmigen Grundriss mit expressionistisch ausgeformtem Dachreiteraufbau. Der zuvor in den 1930er Jahren umgestaltete Innenraum wurde dabei ein weiteres Mal verändert. Weitere Veränderungen folgten Ende der Neunziger. Heute steht die Kanzel allein neben dem Altarraum, der Altar besteht aus Sandstein und wird von einem bronzenen Kruzifix geschmückt.

## Orgel
Im Zuge des barocken Wiederaufbaus der Altendorfer Kirche erhielt sie eine neue Orgel. Diese wurde in den 1950er Jahren durch Paul Ott umgebaut und mit einem Rückpositiv versehen. 2004 erfolgte ein weitgehender Neubau durch Werner Bosch Orgelbau in dem bestehenden Gehäuse (ohne dem Rückpositiv) unter Wiederverwendung einiger Register der ursprünglichen Orgel; 2007 wurde als zusätzliches Register Fagott eingebaut. Die Orgel besitzt seither die folgende Disposition:
| I Hauptwerk C–f3 |                 |       |
| 1.               | Octave          | 8′    |
| 2.               | Gedackt         | 8′    |
| 3.               | Principal       | 4′    |
| 4.               | Gedacktflöte    | 4′    |
| 5.               | Octave          | 2′    |
| 6.               | Sesquialtera II |       |
| 7.               | Mixtur III–IV   | 1 ⁄3′ |

| II Hinterwerk C–f3 |             |       |
| 8.                 | Rohrgedackt | 8′    |
| 9.                 | Salicional  | 8′    |
| 10.                | Gemshorn    | 4′    |
| 11.                | Nasard      | 2 ⁄3′ |
| 12.                | Waldflöte   | 2′    |
|                    | Tremulant   |       |

| Pedal C–f1 |           |     |
| 13.        | Subbass   | 16′ |
| 14.        | Octave    | 8′  |
| 15.        | Holzflöte | 4′  |
| 16.        | Fagott    | 16′ |

- Koppeln: II/I, I/P, II/P